# Javier Fesser
Javier Fesser (Madrid, 15 de febrer de 1964) és un director de cinema, guionista i publicista espanyol.
Va estudiar Comunicació a la UCM. El seu germà, Guillermo Fesser és un famós periodista. Va fundar la Línea Films el 1986.

## Filmografia
- Aquel ritmillo (1995, curtmetratge)
- El secdleto de la tlompeta (1995, curtmetratge)
- El milagro de P. Tinto (1998)
- Mortadel·lo i Filemó (2003)
- Binta y la gran idea (2004, curtmetratge)
- Camino (2008)
- Dolor (2013), cortometraje
- Al final todos mueren (2013)
- Mortadel·lo i Filemó contra en Jimmy el Catxondo (2014)
- Bienvenidos (2015), curt
- Servicio técnico (2016), curt
- 17 años juntos (2017), curt
- Campeones (2018)
- Historias lamentables (2020)

## Premis i nominacions

### Premis
- 1995: Goya al millor curtmetratge de ficció per Aquel ritmillo
- 2009: Goya al millor director per Camino
- 2009: Goya al millor guió original per Camino
- 2015: Goya a la millor pel·lícula d'animació per Mortadel·lo i Filemó contra en Jimmy el Catxondo
- 2015: Goya al millor guió adaptat per Mortadel·lo i Filemó contra en Jimmy el Catxondo[1]
- 2015: Gaudí a la millor pel·lícula d'animació per Mortadel·lo i Filemó contra en Jimmy el Catxondo

### Nominacions
- 1999: Goya al millor director novell per El milagro de P. Tinto
- 2007: Oscar al millor curtmetratge per Binta y la gran idea
- 2008: Conquilla d'Or per Camino